# 梅弗勞爾村 (加利福尼亞州)
梅弗劳尔村（英語：Mayflower Village）是位於美國加利福尼亞州洛杉磯縣的一個人口普查指定地區。

## 地理
梅弗劳尔村的座標為34°07′04″N 118°00′34″W / 34.11778°N 118.00944°W，而該地最高點為海拔高度112米（即367英尺）。

## 人口
根據2010年美國人口普查的數據，梅弗劳尔村的面積為1.779平方千米，當中陸地面積為1.779平方千米，而水域面積為0.000平方千米。當地共有人口5,515人，而人口密度為每平方千米3,100人。